# BMW M2 B15
Il BMW M2 B15 era un motore boxer a 2 cilindri prodotto dall'azienda tedesca BMW Flugmotorenbau GmbH dal 1920 al 1922.
Sviluppato da Martin Stolle su un'idea Max Friz l'M2 B15, denominato internamente anche come Bayerische Motoren, era caratterizzato da soluzioni tecniche avveniristiche per il tempo, quali la realizzazione delle testate in lega leggera, l'utilizzo di cuscinetti a sfera come supporto di banco dell'albero a gomiti e la lubrificazione a carter secco.
Destinato ad uso motociclistico venne montato sulla Victoria KR I ma servì da base per lo sviluppo di tutti i motori boxer prodotti dall'azienda bavarese ed utilizzati sulla propria produzione motociclistica.
L'M2 B15 venne utilizzato dal costruttore berlinese Friedrich Budig anche come motore aeronautico in configurazione spingente su un biplano da turismo di propria progettazione. L'esemplare così usato viene conservato esposto al Deutsches Museum di Monaco di Baviera, Germania.